# Турець (Гродненська область)
Турець (біл. Турец) — агромістечко в Корелицькому районі Гродненської області Білорусі, центр Турецькоі сільради. Населення 626 осіб (2009).

## Географія
Селище знаходиться на шосе Р11 приблизно посередині між Кириличем і Світом (до обох населених пунктів близько 13 км). Ще одна місцева дорога йде в селище Єреміч.

## Історія
Перша письмова згадка про Турець міститься в Галицько-Волинському літописі (1276). У XIV столітті маєток знаходився у володінні князя Володимира Ольгердовича, його син Олелько Володимирович передав Турець із навколишніми землями Лаврішескому монастирю.
У XVI столітті Турець отримав статус містечка, входив до складу Новогрудського повіту і знаходився у власності роду Ходкевичей. У XVI столітті в містечку утворилася велика єврейська громада. З XVII століття в Турці функціонують римо-католицький храм і греко-католицька церква. Крім цього, діяла православна дерев'яна Юр'ївська церква.
У результаті третього поділу Речі Посполитої (1795) Турець опинився у складі Російської імперії, в Новогрудському повіті. У 1880 році тут було 171 двір, 2 православні церкви, синагога, єврейська молитовна школа, 3 млини, 2 трактири, 5 магазинів. У 1888 році побудована кам'яна будівля православного храму Покрова Пресвятої Богородиці, в 1890 році відкрито народне училище. У 1897 році за даними перепису населення було 230 дворів, церква, каплиця, 2 єврейських молитовних будинки, народне училище, пошта, 18 магазинів, 2 вітряні млини, 7 заїжджих будинків; регулярно проводились ярмарки.
У 1908–1911 роках тут жив і працював письменник Янка Мавр, тут народився його син, академік Ф. І. Федоров. У 1910 році тут народився співак П. В. Конюх.
Згідно за Ризьким мирним договором (1921) Турець опинився у складі міжвоєнної Польської Республіки, в Новогрудському, а пізніше Столбцовському повіті. Станом на вересень 1921 тут було 218 дворів, 1 290 жителів.
З 1939 року у складі БССР. Турець став центром сільради Корелічського району. У другу світову війну загинули 444 жителя селища єврейської національності.

## Інфрастуктура
У Туреччині діє середня школа, дошкільний заклад, лікарня, будинок культури, бібліотека.

## Пам'ятки
- Православний храм Покрови Пресвятої Богородиці, 1888 рік
- Млин, перша половина XIX століття
- Братська могила солдатів 1-й світової війни
- Єврейське кладовище

## Відомі люди
У селищі народився білоруський поет Анатолій Деркач.